# Hypocoela spodozona
Hypocoela spodozona là một loài bướm đêm trong họ Geometridae.